# Strahov Do
Strahov Do (cyr. Страхов До) – wieś w Czarnogórze, w gminie Pljevlja. W 2011 roku liczyła 90 mieszkańców.